# Coelogyninae
Coelogyninae je podtribus kaćunovki u potporodici Epidendroideae, dio tribusa Arethuseae. Sastoji se od 9 rodova; tipični je Coelogyne Lindl. s 212 vrsta iz tropske i suptropske Azije i zapadnog Pacifika.

## Rodovi
Subtribus Coelogyninae Benth.
1. Pleione D. Don (25 spp.)
2. Thunia Rchb.f. (4 spp.)
3. Dilochia Lindl. (10 spp.)
4. Thuniopsis L. Li, D. P. Ye & Shi J. Li (1 sp.)
5. Bletilla Rchb.f. (5 spp.)
6. Mengzia W. C. Huang, Z. J. Liu & C. Hu (1 sp.)
7. Aglossorrhyncha Schltr. (13 spp.)
8. Glomera Blume (154 spp.)
9. Coelogyne Lindl. (602 spp.)